# Videoblogue
Um videoblogue (em inglês videoblog, videolog, daily vog ou abreviadamente vlog) é uma variante de weblogs cujo conteúdo principal consiste de vídeos.
Com estrutura geralmente similar a weblogs e fotologs, possui atualização frequente e constitui-se como um site pessoal, mantido por uma ou mais pessoas. Os vídeos são exibidos diretamente em uma página (como por exemplo o YouTube), sem a necessidade de se fazer download do arquivo.
Existem serviços de hospedagem (alojamento) de videologs gratuitos, que permitem que pessoas sem conhecimentos de edição de páginas possam publicar esses conteúdos na internet. Os vídeos podem ser feitos utilizando câmeras digitais ou celulares com recurso de gravação de filmes, webcams, filmadoras analógicas ou digitais.

## História
Videologger ou popularmente Vlogger, é o termo utilizado para identificar produtores de vídeo pessoais para internet, similar ao termo videomaker, com o diferencial que suas produções tem como objetivo principal a exibição via web.
O primeiro registro de vlog na internet foi no dia 2 de Janeiro de 2000, criado por Adam Kontras.
Em fevereiro de 2005, foi lançado o site americano YouTube, que se tornou um estrondoso sucesso internacional e teve grande impacto na popularização dos vlogs.

## Portais de compartilhamento de vídeos
Existem centenas de portais no mundo que permitem a publicação e compartilhamento simples de vídeo. As pessoas utilizam estes portais para publicar o vídeo ou simplesmente assistir. A maioria deles é gratuito e permite que o seu conteúdo atinja lugares que antes eram inacessíveis. Dentre os principais pode-se citar TVUOL, Yahoo! Video e YouTube.

## No Brasil
No Brasil, nasceu a iniciativa de se divulgar os Vlogs e demais plataformas usadas pela população para se comunicarem e se expressarem. Com o rápido crescimento do YouTube, Vimeo e MySpace no Brasil, o CGI.br responsável por elaborar políticas de internet no país, criou 4 novas categorias de domínios sob o ccTLD.br.
O Comitê Gestor da Internet no Brasil (CGI.br), criou os Second Level Domains, para que a população pudesse utilizar endereços próprios em seus blogs, vlogs e flogs.
Foram criados quatro novas categorias, além do conhecido Second Level Domain ".com.br", muito utilizado no Brasil.
Foram elas:
.blog.br - destinado a Blogs (weBLOGS)
.flog.br - destinado a Flogs (FotoLOGS)
.vlog.br - destinado a Vlogs (VideoLOGS/VideoBlogs)
.wiki.br - Para Wikis
Em novembro de 2003, Thiago Fialho se tornou o primeiro brasileiro a criar conteúdos para um vlog através do site Videolog Nós & Nóis, que foi disponibilizado em caráter experimental e teve seu lançamento oficial em setembro de 2004. Neste período, os jornais O Globo, Folha de S. Paulo, entre outros, publicaram as primeiras matérias sobre vlogs na imprensa brasileira.
No ano de 2006, com o aumento do hábito de assistir vídeos na web, popularizado principalmente graças ao amplo destaque na mídia do YouTube e a melhoria das condições tecnológicas (como a expansão da banda larga no país) surgem os primeiros vloggers de sucesso da internet brasileira. Neste período, no entanto, os vlogs no Brasil ainda tinham dificuldade para atingir um público maior.
Em 2010 os vlogs viraram uma febre tal como os blogs e fotologs, experimentando um novo e importante processo de popularização.